# Sardor Mirzayev
Sardor Mirzayev (Fergana, 21 marzo 1991) è un calciatore uzbeko, centrocampista dell'AGMK Olmaliq.

## Carriera

### Club
Ha giocato nella massima serie uzbeka e in quella thailandese.

### Nazionale
Nel 2009 ha preso parte al Mondiale con l'Under-20.
Nel 2015 ha esordito in nazionale maggiore.

## Statistiche

### Presenze e reti nei club
Statistiche aggiornate all'11 novembre 2021.
| Stagione                  | Squadra                   | Campionato                | Campionato | Campionato | Coppe nazionali | Coppe nazionali | Coppe nazionali | Coppe continentali | Coppe continentali | Coppe continentali | Altre coppe | Altre coppe | Altre coppe | Totale | Totale |
| Stagione                  | Squadra                   | Comp                      | Pres       | Reti       | Comp            | Pres            | Reti            | Comp               | Pres               | Reti               | Comp        | Pres        | Reti        | Pres   | Reti   |
| ------------------------- | ------------------------- | ------------------------- | ---------- | ---------- | --------------- | --------------- | --------------- | ------------------ | ------------------ | ------------------ | ----------- | ----------- | ----------- | ------ | ------ |
| 2009                      | Neftchi Fergana           | OL                        | ?          | ?          | CU              | ?               | ?               |                    | -                  | -                  |             | -           | -           | ?      | ?      |
| 2010                      | Neftchi Fergana           | OL                        | 8          | 1          | CU              | 3               | 0               |                    | -                  | -                  |             | -           | -           | 11     | 1      |
| 2011                      | Neftchi Fergana           | OL                        | 22         | 0          | CU              | 2               | 0               |                    | -                  | -                  |             | -           | -           | 24     | 0      |
| 2012                      | Neftchi Fergana           | OL                        | 20         | 1          | CU              | 2               | 0               | ACL+AFC Cup        | 1+7                | -                  |             | -           | -           | 30     | 1      |
| 2013                      | Neftchi Fergana           | OL                        | 25         | 4          | CU              | 2               | 0               |                    | -                  | -                  |             | -           | -           | 27     | 4      |
| Totale Neftchi Fergana    | Totale Neftchi Fergana    | Totale Neftchi Fergana    | 75+        | 6+         |                 | 9               | 0               |                    | 8                  | 0                  |             | -           | -           | 92+    | 6+     |
| 2014                      | Lokomotiv Tashkent        | OL                        | 1          | 0          | CU              | 1               | 0               | ACL                | 1                  | 0                  | SU          | 0           | 0           | 3      | 0      |
| 2014                      | Neftchi Fergana           | OL                        | 9          | 0          |                 | -               | -               |                    | -                  | -                  |             | -           | -           | 9      | 0      |
| 2015                      | Lokomotiv Tashkent        | OL                        | 10         | 0          | CU              | 4               | 0               | ACL                | 4                  | 1                  | SU          | 1           | 0           | 19     | 1      |
| 2016                      | Lokomotiv Tashkent        | OL                        | 27         | 13         | CU              | 7               | 3               | ACL                | 9                  | 2                  |             | -           | -           | 43     | 18     |
| 2017                      | Lokomotiv Tashkent        | OL                        | 30         | 7          | CU              | 7               | 1               | ACL                | 6                  | 0                  |             | -           | -           | 43     | 8      |
| 2018                      | Lokomotiv Tashkent        | OL                        | 30         | 4          | CU              | 2               | 1               | ACL                | 6                  | 2                  |             | -           | -           | 38     | 7      |
| 2019                      | Lokomotiv Tashkent        | OL                        | 23         | 3          | CU              | 1               | 1               | ACL                | 6                  | 1                  | SU          | 1           | 0           | 31     | 5      |
| 2020                      | Lokomotiv Tashkent        | OL                        | 0          | 0          |                 | -               | -               | ACL                | 1                  | 0                  |             | -           | -           | 1      | 0      |
| Totale Lokomotiv Tashkent | Totale Lokomotiv Tashkent | Totale Lokomotiv Tashkent | 121        | 27         |                 | 22              | 6               |                    | 33                 | 6                  |             | 2           | 0           | 178    | 39     |
| 2020-2021                 | Muangthong Utd            | T1                        | 26         | 13         |                 | -               | -               |                    | -                  | -                  |             | -           | -           | 26     | 13     |
| 2021-2022                 | Muangthong Utd            | T1                        | 12         | 6          |                 | -               | -               |                    | -                  | -                  |             | -           | -           | 12     | 6      |
| Totale Muangthong Utd     | Totale Muangthong Utd     | Totale Muangthong Utd     | 38         | 19         |                 | -               | -               |                    | -                  | -                  |             | -           | -           | 38     | 19     |
| Totale carriera           | Totale carriera           | Totale carriera           | 243+       | 52+        |                 | 31              | 6               |                    | 41                 | 6                  |             | 2           | 0           | 317+   | 64+    |

### Cronologia presenze e reti in nazionale
| Cronologia completa delle presenze e delle reti in nazionale ― Uzbekistan | Cronologia completa delle presenze e delle reti in nazionale ― Uzbekistan | Cronologia completa delle presenze e delle reti in nazionale ― Uzbekistan | Cronologia completa delle presenze e delle reti in nazionale ― Uzbekistan | Cronologia completa delle presenze e delle reti in nazionale ― Uzbekistan | Cronologia completa delle presenze e delle reti in nazionale ― Uzbekistan | Cronologia completa delle presenze e delle reti in nazionale ― Uzbekistan | Cronologia completa delle presenze e delle reti in nazionale ― Uzbekistan |
| Data                                                                      | Città                                                                     | In casa                                                                   | Risultato                                                                 | Ospiti                                                                    | Competizione                                                              | Reti                                                                      | Note                                                                      |
| ------------------------------------------------------------------------- | ------------------------------------------------------------------------- | ------------------------------------------------------------------------- | ------------------------------------------------------------------------- | ------------------------------------------------------------------------- | ------------------------------------------------------------------------- | ------------------------------------------------------------------------- | ------------------------------------------------------------------------- |
| 27-3-2015                                                                 | Daejeon                                                                   | Corea del Sud                                                             | 1 – 1                                                                     | Uzbekistan                                                                | Amichevole                                                                | -                                                                         |                                                                           |
| 24-7-2016                                                                 | Tashkent                                                                  | Uzbekistan                                                                | 2 – 1                                                                     | Iraq                                                                      | Amichevole                                                                | -                                                                         |                                                                           |
| 31-8-2017                                                                 | Wuhan                                                                     | Cina                                                                      | 1 – 0                                                                     | Uzbekistan                                                                | Qual. Mondiali 2022                                                       | -                                                                         |                                                                           |
| 14-11-2017                                                                | al-'Ayn                                                                   | Emirati Arabi Uniti                                                       | 1 – 0                                                                     | Uzbekistan                                                                | Amichevole                                                                | -                                                                         |                                                                           |
| 23-3-2018                                                                 | Casablanca                                                                | Senegal                                                                   | 1 – 1                                                                     | Uzbekistan                                                                | Amichevole                                                                | -                                                                         |                                                                           |
| 27-3-2018                                                                 | Casablanca                                                                | Marocco                                                                   | 2 – 0                                                                     | Uzbekistan                                                                | Amichevole                                                                | -                                                                         |                                                                           |
| 6-9-2018                                                                  | Tashkent                                                                  | Uzbekistan                                                                | 1 – 1                                                                     | Siria                                                                     | Amichevole                                                                | -                                                                         |                                                                           |
| 22-3-2019                                                                 | Nanning                                                                   | Uruguay                                                                   | 3 – 0                                                                     | Uzbekistan                                                                | China Cup 2019 - Semifinale                                               | -                                                                         |                                                                           |
| 7-6-2019                                                                  | Tashkent                                                                  | Uzbekistan                                                                | 4 – 0                                                                     | Corea del Nord                                                            | Amichevole                                                                | -                                                                         |                                                                           |
| 15-10-2019                                                                | Kallang                                                                   | Singapore                                                                 | 1 – 3                                                                     | Uzbekistan                                                                | Qual. Mondiali 2022                                                       | -                                                                         |                                                                           |
| Totale                                                                    |                                                                           | Presenze                                                                  | 10                                                                        |                                                                           | Reti                                                                      | 0                                                                         |                                                                           |

## Palmarès

### Club

#### Competizioni nazionali
- Supercoppa dell'Uzbekistan: 2

Lokomotiv Tashkent: 2015, 2019
- Coppa dell'Uzbekistan: 2

Lokomotiv Tashkent: 2016, 2017
- Campionato uzbeko: 3

Lokomotiv Tashkent: 2016, 2017, 2018